# バートン・フレンチ
バートン・リー・フレンチ( 1875年8月1日- 1954年9月12日)は、アメリカ合衆国インディアナ州出身の政治家。所属政党は共和党。通算13期26年にわたって連邦下院議員として活動した。アイダホ州選出の下院議員としては史上最長の議員在職日数記録を保持している。

## 経歴
バートン・リー・フレンチはインディアナ州デルファイで、ミナ・フィリペナ・フレンチ（旧姓フィッシャー）とチャールズ・アルバート・フレンチの間に生まれた。一家はネブラスカ州カーニー、アイダホ州プリンストンを転々とし、ワシントン州パルースに移った。フレンチは1891年にパブリックスクールを卒業し、1893年にアイダホ大学に入学したが、一時休学してアイダホ州のケンドリックとジュリアエッタで教職を務めた。1901年にアイダホ大学を卒業して学位を取得した後、1901年から1903年にかけてシカゴ大学で政治学の研究員を務めた。弁護士資格を取得し、アイダホ州モスコーで弁護士活動を開始した。1898年から1902年まで州議会議員を務めた。議員時代に、のちに妻となるウィンフレッド・E・ハートリーに出会う。ハートリーはネブラスカ出身で、ボイシの学校の教員を務めていた。1904年に結婚して娘をもうけたが、1908年に夭折した。
フレンチは1902年に27歳の若さで連邦下院議員に当選した。選挙区改編や落選を経験したものの、通算13期26年間の議員在職年数はアイダホ州選出の下院議員として最長。次点は12期連続当選中の現職議員マイク・シンプソン(アイダホ州2区)である。
1930年選挙で民主党のコンプトン・ホワイト・シニアに敗れた。その後、1932年選挙と1934年選挙でもホワイトに挑んだが、いずれも敗れている。その後、1935年から1947年までオハイオ州オックスフォードにあるマイアミ大学の教授を務めた。1953年に白血病と診断され、翌年オハイオ州ハミルトン郡で死去した。
| 年     | 民主党                       | 票数   | 得票率 |  | 共和党             | 票数   | 得票率 |  | 第3党       | 政党           | 票数   | 得票率 |
| ------ | ---------------------------- | ------ | ------ |  | ------------------ | ------ | ------ |  | ----------- | -------------- | ------ | ------ |
| 1918年 | L・I・パーセル               | 15,672 | 36.7%  |  | バートン・フレンチ | 27,084 | 63.3%  |  |             |                |        |        |
| 1920年 | ネル・クリューゲル・イリオン | 15,218 | 26.0%  |  | バートン・フレンチ | 34,654 | 59.3%  |  | Riley Rice  | 無所属         | 8,605  | 14.7%  |
| 1922年 | ジョージ・ウォーター         | 13,772 | 26.7%  |  | バートン・フレンチ | 24,167 | 46.8%  |  | W.W. Deal   | 進歩党         | 13,673 | 26.5%  |
| 1924年 | ペリー・ミッチェル           | 20,234 | 37.5%  |  | バートン・フレンチ | 33,347 | 61.8%  |  | Roy Rabbit  | アメリカ社会党 | 340    | 0.6%   |
| 1926年 | L・L・バーテンショー         | 15,903 | 33.7%  |  | バートン・フレンチ | 31,250 | 66.3%  |  |             |                |        |        |
| 1928年 | ジョー・タイラー             | 19,064 | 30.0%  |  | バートン・フレンチ | 43,770 | 68.9%  |  | Gust Nelson | アメリカ社会党 | 677    | 1.1%   |
| 1930年 | コンプトン・ホワイト         | 18,657 | 35.1%  |  | バートン・フレンチ | 34,527 | 64.9%  |  |             |                |        |        |
| 1932年 | コンプトン・ホワイト         | 42,784 | 54.9%  |  | バートン・フレンチ | 32,545 | 41.8%  |  | A. Cornell  | 自由党         | 2,614  | 3.4%   |
| 1934年 | コンプトン・ホワイト         | 42,323 | 62.0%  |  | バートン・フレンチ | 25,969 | 38.0%  |  |             |                |        |        |